# Моршихинский сельсовет
Морши́хинский сельсовет — упразднённые административно-территориальная единица и муниципальное образование со статусом сельского поселения в составе Макушинского района Курганской области России в связи с преобразованием района в Макушинский муниципальный округ.  
Административный центр — село Моршиха.

## История
В соответствии с Законом Курганской области от 6 июля 2004 года № 419 сельсовет наделён статусом сельского поселения.

## Население
| 1989 | 2002 | 2010 | 2012 | 2013 | 2014 | 2015 |
| ---- | ---- | ---- | ---- | ---- | ---- | ---- |
| 1026 | ↘934 | ↘683 | ↘657 | ↘619 | ↘590 | ↘586 |
| 2016 | 2017 | 2018 | 2019 | 2020 |      |      |
| ↘575 | ↘567 | ↘557 | ↘555 | ↘551 |      |      |

## Состав сельского поселения
| № | Населённый пункт | Тип населённого пункта       | Население |
| - | ---------------- | ---------------------------- | --------- |
| 1 | Десятый Октябрь  | деревня                      | ↘33       |
| 2 | Имени Будённого  | деревня                      | ↘42       |
| 3 | Моршиха          | село, административный центр | ↘608      |